# 아르헨티나 해군
아르헨티나 해군(스페인어: Armada de la Republica Argentina, ARA 또한 Armada Argentin)은 아르헨티나의 해군이다. 육군과 공군과 더불어 아르헨티나 공화국 군대의 세 분류 중 하나이기도 하다. 아르헨티나 해군의 각 선박은 그 이름 앞에 접두사 ‘ARA’가 붙어 있다. 아르헨티나 해군의 날은 아르헨티나 독립 전쟁 동안 스페인 함대를 상대로 1814년 5월 17일에 거둔 몬테비데오 전투의 승리를 기념한 것이다.

## 역사
아르헨티나 해군은 스페인 독립을 위한 전쟁을 시작한 1810년 5월 25일 아르헨티나 5월 혁명의 여파로 창안되었다. 해군은 처음 파라과이 작전에서 마누엘 벨그라노를 지원하기 위해 만들어졌지만 몬테비데오의 선박들에 의해 침몰하여, 그 분쟁에 참여하지 못했다. 몬테비데오와의 분쟁으로 도시 점령에 참여한 두 번째 함대가 생겨났다. 부에노스아이레스는 해상에 대한 역사가 거의 없었기 때문에, 대분의 해군 병사는 다른 나라 출신이었다. 작전을 이끈 윌리엄 브라운 제독만 해도 아일랜드 태생이었다. 해군을 유지하기에는 너무 많은 비용이 들었기 때문에, 아르헨티나 해군은 사략선으로 구성되어 있었다.

## 조직
2011년 현재 총원 18,249명 (내부 장교 2,531명)
- 수상 함대 사령부 (Comando de la Flota de Mar)
  - 대서양 전대 사령부와 잠수함 사령부 (Comando de Fuerza de Submarinos) 위치 : 마르델플라타
  - 남부 전대 사령부 위치 : 우수아이아
  - 중앙 전대 사령부 위치 : 푸에르토 베르그라노
- 해군 항공대 사령부 (Comando de Aviación Naval)
- 해병대 사령부 (Comando de la Infantería de Marina)

## 참고 문헌
- Christopher Langton, The Military Balance 2007, 러틀리지
- Jane 's Fighting Ships 2011-2012